# GoldenDict
GoldenDict — свободная компьютерная программа, оболочка для электронных словарей, поддерживающая форматы программ-словарей ABBYY Lingvo, StarDict, Babylon, Dictd. Исходный код программы открыт.

## Особенности
- Вывод отформатированных статей со ссылками и картинками с помощью движка WebKit.
- При поиске слов с ошибками используется система морфологии на основе свободной программы для проверки орфографии Hunspell.
- Индексирование каталогов со звуковыми файлами для формирования словарей с произношением слов.
- При поиске перевода пробелы, знаки пунктуации, диакритические знаки и регистр символов, содержащиеся в поисковой фразе, не играют роли.
- После выделения текста появляется всплывающее окно, содержащее перевод выделенного текста.
- Программа может показывать статьи с веб-сайтов, работающих на движке MediaWiki (таких как Википедия, Викисловарь и др.).

На сайте программы можно скачать русско-английский и англо-русский словари, а также словарь произношений английских слов.
Для программы доступно большое количество (более 500) словарей по различным тематикам на более чем 40 языках.
Существует версия для ОС Android, которая доступна в двух вариантах: платном и бесплатном. Бесплатная версия имеет ограничение на пять словарей и имеет встроенный показ баннеров.